# Mário da Silva Brito
Mário da Silva Brito (Dois Córregos, 14 de setembro de 1916 – Rio de Janeiro, 1 de maio de 2008) foi um poeta, crítico, ensaísta, jornalista e historiador literário brasileiro.

## Biografia
Mário da Silva Brito foi um importante intelectual brasileiro, conhecido por seus estudos do modernismo nacional, de igual modo figura que revolucionou o segmento literário no Brasil juntamente com o escritor Edgard Cavalheiro, na época presidente da Câmara Brasileira do Livro (CBL) em 1957. Foi um dos principais idealizadores do Prêmio Jabuti
Atuou em várias  editoras, chegando a diretor da Civilização Brasileira.

## Prêmios e condecorações
- Prêmio Jabuti em 1962 com o livro Universo na categoria poesia.[8][9]

- Prêmio Machado de Assis em 1976, pela Associação Brasileira de Letras, pelo conjunto da obra.[1]